# Горелов, Лев Николаевич
Лев Николаевич Горелов (2 августа 1922, д. Кстищи, Козельский уезд, Калужская губерния, РСФСР — 29 декабря 2018, Одесса, Украина) — советский военачальник, генерал-лейтенант.

## ВВДВ(1940—1970)
В 1940 году призван в Красную Армию и направлен в 202-ю воздушно-десантную бригаду, дислоцировавшуюся в Хабаровске.
До 1943 года служил на Дальнем Востоке. В 1943 году окончил курсы «Выстрел» Дальневосточного военного округа.
С 1943 года — член ВЛКСМ.
Участник Великой Отечественной войны.
Приказом № 15/н от 22.04.1945 года по 114 гв. сд 9 гв. армии гвардии лейтенант Горелов награждён орденом Красной Звезды за отражении контратаки противника в количестве 4 бронетранспортёров и автоматчиков и обеспечение овладения полком г. Кляйн Варасдорф.
После войны продолжил службу в ВДВ. Окончил Военную академию имени М. В. Фрунзе (1958).
С января 1966 по июнь 1970 года командир 7-й гвардейской воздушно-десантной дивизии.
Участник ввода советских войск в Чехословакию в 1968 году.
Всего за время службы в ВДВ совершил 511 прыжков с парашютом.

## В сухопутных войсках
В 1970 году переведён с повышением из десантных в сухопутные войска СССР, был назначен первым заместителем командующего 14-й гвардейской армией Одесского военного округа (Кишинёв).
Окончил курсы при Военной академии Генерального штаба имени К. Е. Ворошилова (1973).
С октября 1975 по декабрь 1979 года главный военный советник Вооруженных сил в Демократической Республике Афганистан (ДРА).
Выступил против ввода советских войск в Афганистан.
В январе 1980 года получил назначение на должность заместителя командующего войсками Одесского военного округа по вузам и вневойсковой подготовке. С 1984 года в запасе.
В 1985 году награждён орденом Отечественной войны 1-й степени.
С 1992 года заместитель председателя Комитета Одесского областного Совета ветеранов.
Проживал в Одессе. Почётный гражданин города Одессы (2012). Супруга Клавдия Пантелеевна, дочь Наталья и сын Юрий.
Умер 29 декабря 2018 года в Одессе, похоронен на 2-м Христианском кладбище.

## Награды
- три ордена Красного Знамени
- орден Отечественной войны I степени
- четыре ордена Красной Звезды
- орден «За службу Родине в Вооруженных силах СССР» III степени
- медали, в том числе «За боевые заслуги».
- украинский орден Богдана Хмельницкого II (2004)[6] и I (2012) степени[7] (за «весомый личный вклад в развитие ветеранского движения, патриотическое воспитание молодежи, многолетнюю плодотворную общественную деятельность и по случаю 25-летия Организации ветеранов Украины»)